# Quäkerspeisung
Als Quäkerspeisung wird die humanitäre Hilfe bezeichnet, die vor allem US-amerikanische und britische Quäker in der Zeit nach dem Ersten und Zweiten Weltkrieg vor allem in Deutschland leisteten. Offiziell lautet der Begriff „Kinderspeisung“, umgangssprachlich hat sich jedoch Quäkerspeisung durchgesetzt. Das lag wohl daran, dass die für deutsche Hilfsempfänger sichtbarste Organisation das American Friends Service Committee (AFSC) war.

## Geschichte

### Gründung
Der Initiator der Speisung war der spätere US-Präsident und Quäker Herbert Hoover, der auch das AFSC mitbegründet hat. Deshalb hieß die Geldsammlung für die Speisung in Amerika der „Hoover Drive“.

### Nach dem Ersten Weltkrieg
Speisungen und Hilfsdienste gab es durch die American Relief Administration u. a. auch in Polen, Frankreich, Österreich, Belgien und der Sowjetunion, wobei jene Hilfeleistungen mitunter für Spannungen zwischen den im Weltkrieg alliierten Nationen (Triple Entente) in der Zeit direkt nach dem Waffenstillstand sorgten, da von jenen einigen zunächst an einer Aufrechterhaltung der Lebensmittelblockade (speziell gegen das Deutsche Reich) gelegen war.
In Deutschland begann die Quäkerspeisung im Februar 1920, anfangs ausschließlich von ausländischen Spenden finanziert. Der Anteil öffentlicher Gelder und Spenden aus dem Deutschen Reich nahm jedoch rasch zu, deckte 1921 bereits die Hälfte der Ausgaben. Ab 1925 wurde das Kinderspeisewerk von deutschen Fürsorgestellen alleine fortgeführt. Neben den Quäkern waren auch Angehörige anderer Religionsgemeinschaften oder Personen ohne konfessionelle Bindung an der Quäkerspeisung beteiligt.
Geholfen wurde insbesondere Kindern, die durch Schulärzte aufgrund ihres körperlichen Zustandes ausgewählt wurden. Dazu wurde Messungen und Wägungen durchgeführt, die dann mittels des heute ungebräuchlichen Rohrer-Indexes umgerechnet wurden. Lokal wurde aber auch besonders bedürftigen Menschen, wie Erwerbslosen, Studenten und Älteren geholfen – zumal während der Hyperinflation 1923. Bis 1925 wurden etwa 700 Millionen Portionen ausgegeben, etwa ein Viertel der deutschen Kinder profitierte von der kostenlosen Zusatznahrung. Die Zahl der Kinder, die in Deutschland eine Speisung erhielten, wird auf bis zu fünf Millionen geschätzt, in der Spitze lag die Zahl gleichzeitiger Empfänger bei etwa einer Million Kinder.
Hubertus Prinz zu Löwenstein erinnerte sich in seinen Memoiren an die Quaker-Frühstücke, die in den Nachkriegsmonaten sein und vieler anderer Leben retteten, zumal er an Tuberkulose – wie er meinte, „auch im Seelischen begründet“ – erkrankt war, und die Quäker-Hilfe ihm nicht nur eine bessere Ernährung brachte, sondern auch „einen Strahl der Hoffnung, eine Botschaft der Menschlichkeit“. Die Quäkerspeisung war für das Image der Quäker ein großer Erfolg. Die Gründung der „Deutschen Jahresversammlung“ ist indirekt eine Folge davon. In Deutschland hat sie auch dazu geführt, dass die Quäker oftmals als Hilfsorganisation, aber nicht als Kirche angesehen werden.

### Nach dem Zweiten Weltkrieg
Die überwiegend im westlichen Deutschland geleistete Quäkerspeisung war ab 1946 von dem US-amerikanischen AFSC der britischen Quaker Peace and Social Witness (QPSW) zumeist als Hilfe an Kinder gerichtet. Zur Schulspeisung musste ein Topf in die Schule mitgebracht werden. In der Pause wurden dann die Töpfe der Schulkinder mit einer warmen Mahlzeit in Form von einem Suppeneintopf, Hafer- oder Grießbrei gefüllt und zuzüglich eines Schokoladenriegels bei besonderen Anlässen ausgegeben. In der Britischen Zone Deutschlands leitete Magda Kelber das Quäker-Hilfswerk von AFSC und QPSW.

## Friedensnobelpreis
Die beiden Hilfsorganisation AFSC und QPSW wurden für ihre Hilfe 1947 mit dem Friedensnobelpreis ausgezeichnet.